# Drakarna över Helsingfors (film)
Drakarna över Helsingfors är en finlandssvensk film från 2001 regisserad av Peter Lindholm. Filmen baseras på Kjell Westös roman med samma namn. Filmen handlar om en finlandssvensk familj under 1960-1990-talen.
Filmen hade biopremiär i Finland den 7 september 2001.

## Handling
Henrik Bexar, en framgångsrik men bitter affärsman, har höga förväntningar på sina barn. Dani, den begåvade äldsta sonen bryter så småningom med sin familj och söker sig till hippies och droger. Lillebror Riku anses vara medelmåttig och trivs i det ekonomiska livet på 1980-talet.

## Rollista
- Pirkka-Pekka Petelius – Henrik Bexar
- Paavo Kerosuo – Riku Bexar
- Pekka Strang – Dani Bexar
- Johanna af Schultén – Benita Bexar
- Cecilia Paul – Marina Bexar
- Emil Lundberg – Riku 10–12 år
- Peter Franzén – Sammy Ceder, Rikus kompis
- Alexander Skarsgård – Robin Åström, Rikus kompis
- Lina Perned – Katja Beckerman, "Kattis", Rikus kompis
- Yaba Holst – Niki Wallin, Rikus kompis
- Marjaana Maijala – Nina, Rikus fru
- Theo af Enehjelm – Raj, Rikus son
- Göran Schauman – Totti, Benitas far
- Oskar Silén – Jakob Pettersson, "Jacke", Danis kompis
- Max Forsman – Lars Kasell, "Larsko", Danis kompis
- Christoffer Westerlund – Kim Malm, "Kimpo M.", Danis kompis
- Carl-Gustaf Wentzel – Rufus, Marinas man
- Jenna Råman – Marina som barn
- Andreas af Enehielm – Sammy som barn
- Daniel Remy – Robin som barn
- Hellin Taimitarha – Didde-mummi
- Aina Lesse – Melly
- Lilga Kovanko – Henriks syster
- Svante Martin – advokat
- Kaj Engström – präst
- Gustav Wiklund – Chef för Musikbutiken
- Martin Welander – ung kund i musikaffär
- Joachim Wigelius – programledare
- Charlotte Airas-Ehrnrooth – värdinna
- Tom Wentzel – gäst på klubben
- Minna Nord – gästkamrat
- Ben Katz – bartender på klubben

## Produktion
Drakarna över Helsingfors spelades in augusti-september 2000 och februari 2001, filmen hade premiär på Nyslotts filmfestival den 10 augusti.